# Città capitali e tombe dell'antico regno Goguryeo
Le Città capitali e tombe dell'antico regno Goguryeo sono un sito inserito nell'elenco dei Patrimoni dell'umanità dell'UNESCO nel 2004.
Il sito è composto dall'insieme di tre città e 40 tombe che appartenevano all'antico regno Goguryeo; si trova in Cina, vicino al confine con la Corea del Nord. Delle 40 tombe, 14 appartengono a imperatori mentre le altre 26 sono di nobili.